# Marco Sportiello
Marco Sportiello (Desio, 10 de maio de 1992) é um futebolista italiano que atua como goleiro. Atualmente, joga pela Atalanta.

## Características
É um goleiro à vontade tanto entre as traves quanto fora da área: dotado tecnicamente até com os pés, consegue liderar a fase defensiva de sua equipe. Entre suas principais características, destaca-se a defesa de pênaltis.

## Carreira

### Começo
Nascido na Lombardia, ele deu os seus primeiros passos no futebol aos 6 anos, na escola de futebol de Zibido San Giacomo. Em 1999, ele ingressou nas divisões de base da Atalanta, onde permaneceu até 2010, quando foi vendido para o Seregno da Série D.

### Poggibonsi e Carpi
Na temporada de 2011-12, ele foi contratado pelo Poggibonsi, da Serie B. Ele estreou como profissional no clube, disputando 34 jogos no campeonato.
Em 14 de julho de 2012, ele foi para o Carpi em um contrato de uma temporada. Depois de ter sido titular regular durante a campanha de promoção à Série B, Sportiello regressou a Atalanta, sendo a terceira opção na posição (atrás de Andrea Consigli e Giorgio Frezzolini).

### Atalanta
Em 4 de dezembro de 2013, Sportiello fez sua estreia na Atalanta em uma vitória por 2-0 sobre o Sassuolo pela Coppa Itália; sua estreia na Série A veio em 12 de janeiro do ano seguinte em uma vitória por 2–1 sobre o Catania.
Após a partida de Andrea Consigli para o Sassuolo, Sportiello foi eleito titular para a temporada de 2014-15, ultrapassando os veteranos Frezzolini e a nova contratação Vlada Avramov.
Apesar de ser estreante na Serie A, ele foi para as manchetes por suas boas atuações, inclusive defendendo os pênaltis de Rodrigo Palacio e Gonzalo Higuaín.
Também na temporada de 2015-16, ele se confirmou como um dos melhores goleiros da Série A, fazendo 37 partidas e sofrendo 43 gols. No início da temporada de 2016-17, ele foi questionado pelo treinador, Gian Piero Gasperini, devido a alguns desentendimentos sobre o mercado de transferências, enfrentando um duelo com Etrit Berisha.

### Fiorentina e Frosinone
Em 13 de janeiro de 2017, a Fiorentina confirmou a contratação de Sportiello por empréstimo de 18 meses (com opção de compra). Ele estreou em 29 de janeiro, em um empate de 3-3 contra o Genoa. Ele permaneceu em Florença no ano e meio seguinte, inicialmente como reserva de Ciprian Tătărușanu e depois como titular na temporada de 2017-18.
Em 3 de março de 2018, um dia antes da morte do capitão da Fiorentina, Davide Astori, Sportiello foi a última pessoa a vê-lo com vida.
De volta a Atalanta, ele foi novamente emprestado, desta vez ao recém-promovido Frosinone. Ele estreou em 20 de agosto em uma derrota por 4-0. Apesar de uma temporada positiva para ele, o time amarelo e azul foi rebaixado.

### Volta para a Atalanta
No final do período de empréstimo, ele voltou para a Atalanta. No dia 11 de março de 2020, ele estreou na Liga dos Campeões nas oitavas de final contra o Valencia.

## Seleção Nacional
Ele foi convocado para o Campeonato Europeu de Futebol Sub-21 de 2015 como goleiro reserva, sem ter feito sua estreia oficial com a Seleção Italiana Sub-21. Ele foi convocado para o campo de treinamento da Itália em 16 de maio de 2016.

## Estatísticas
| Clube                   | Temporada         | Liga                       | Liga  | Liga | Copa  | Copa | Europa | Europa | Outros | Outros | Total | Total |
| Clube                   | Temporada         | DIvisão                    | Jogos | Gols | Jogos | Gols | Jogos  | Gols   | Jogos  | Gols   | Jogos | Gols  |
| ----------------------- | ----------------- | -------------------------- | ----- | ---- | ----- | ---- | ------ | ------ | ------ | ------ | ----- | ----- |
| Poggibonsi              | 2011–12           | Lega Pro Seconda Divisione | 34    | 0    | –     | –    | –      | –      | –      | –      | 34    | 0     |
| Carpi                   | 2012–13           | Lega Pro Prima Divisione   | 30    | 0    | 3     | 0    | –      | –      | 4      | 0      | 37    | 0     |
| Atalanta                | 2013–14           | Serie A                    | 3     | 0    | 1     | 0    | –      | –      | –      | –      | 4     | 0     |
| Atalanta                | 2014–15           | Serie A                    | 37    | 0    | 0     | 0    | –      | –      | –      | –      | 37    | 0     |
| Atalanta                | 2015–16           | Serie A                    | 36    | 0    | 1     | 0    | –      | –      | –      | –      | 37    | 0     |
| Atalanta                | 2016–17           | Serie A                    | 8     | 0    | 2     | 0    | –      | –      | –      | –      | 10    | 0     |
| Atalanta                | 2019–20           | Serie A                    | 6     | 0    | 0     | 0    | 2      | 0      | –      | –      | 8     | 0     |
| Atalanta                | 2020–21           | Serie A                    | 15    | 0    | 1     | 0    | 5      | 0      | –      | –      | 21    | 0     |
| Atalanta                | Total             | Total                      | 105   | 0    | 5     | 0    | 7      | 0      | –      | –      | 117   | 0     |
| Fiorentina (empréstimo) | 2016–17           | Serie A                    | 2     | 0    | 0     | 0    | –      | –      | –      | –      | 2     | 0     |
| Fiorentina (empréstimo) | 2017–18           | Serie A                    | 37    | 0    | 0     | 0    | –      | –      | –      | –      | 37    | 0     |
| Fiorentina (empréstimo) | Total             | Total                      | 39    | 0    | 0     | 0    | –      | –      | –      | –      | 39    | 0     |
| Frosinone (empréstimo)  | 2018–19           | Serie A                    | 35    | 0    | 1     | 0    | –      | –      | –      | –      | 36    | 0     |
| Total da carreira       | Total da carreira | Total da carreira          | 243   | 0    | 9     | 0    | 7      | 0      | 4      | 0      | 263   | 0     |

## Títulos
Milan
- Supercopa da Itália: 2024